# Convair

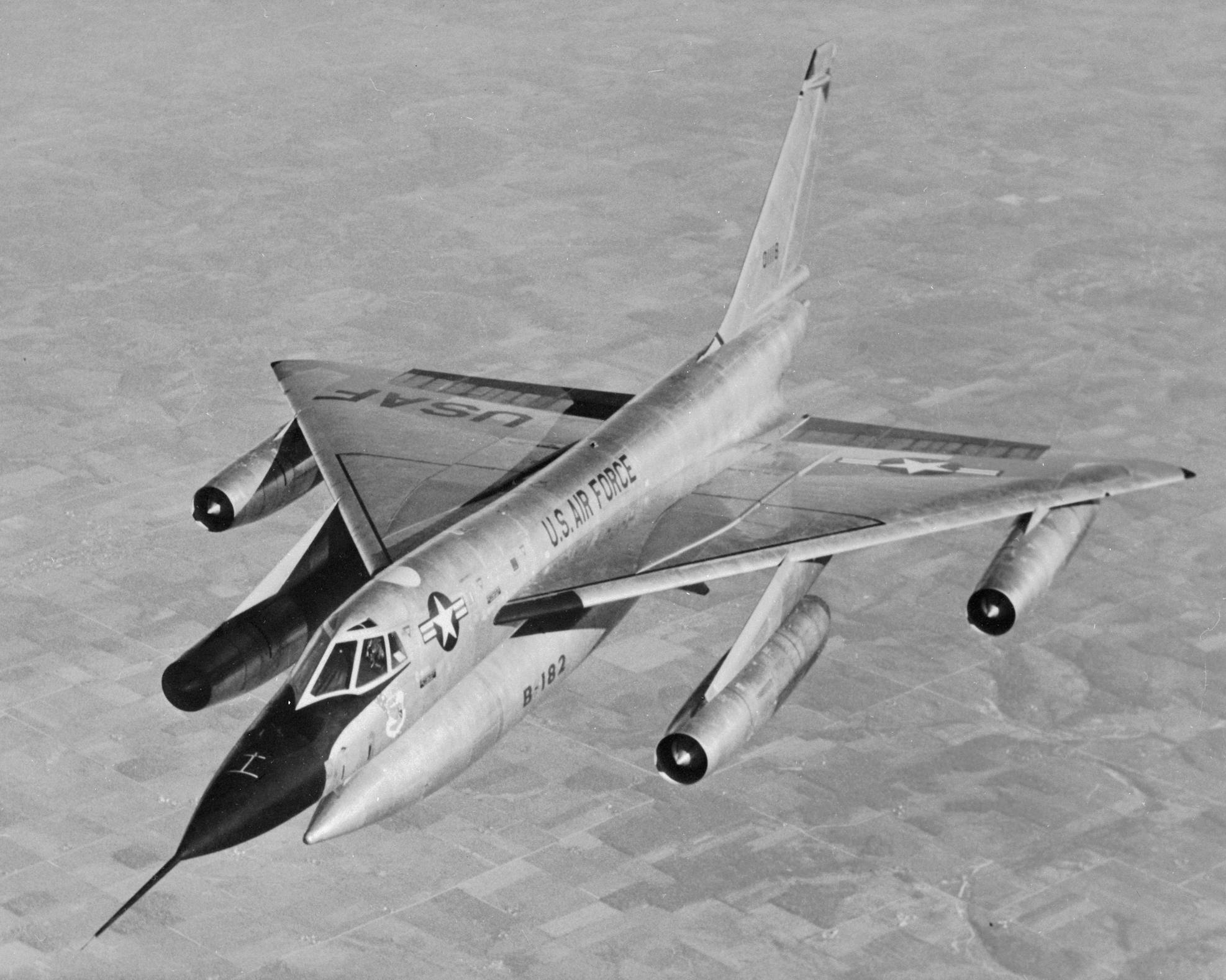
Avión B58 Hustler, producido por Convair.

Convair (Consolidated Vultee Aircraft Corporation) fue el resultado de una fusión en 1943 entre Consolidated Aircraft y Vultee Aircraft, resultando en un fabricante aeroespacial líder en los Estados Unidos. En marzo de 1953, Convair fue comprada por General Dynamics, y se convirtió en la Convair Division de la empresa fusionada. Produjo aeronaves hasta 1965, cuando cambió a proyectos del espacio. En 1994 su unidad de aeroestructuras fue vendida a McDonnell Douglas, la fábrica de Fort Worth fue a Lockheed, y en 1996 General Dynamics cerró la Convair Division.

## Aeronaves
Aeronaves de Convair (las fechas son del primer vuelo):
- XA-41 (1944)
- XP-81 (1945)
- B-36 (1946) Peacemaker
- Convair L-13 (1946)
- XB-46 (1947)
- Convairliner (1947)
- XC-99 (1947)
- Model 37 (XC-99 civil, nunca construido)
- Convair XF-92 (1948)
- YB-60 (1952)
- F-102 Delta Dagger (1953)
- F2Y Sea Dart (1953)
- Convair R3Y Tradewind (1950)
- Convair XFY-1 (1954) "Pogo"
- Convair 240—muchas variantes, incluyendo CV 340, CV 440 Metropolitan, C-131 Samaritan, R4Y y T-29
- Convair 540 (1955)
- Convair 580
- Convair 5800
- B-58 Hustler (1956)
- F-106 Delta Dart (1956)
- Convair X-11 (1957)
- Convair 880 (1959)
- Convair 990 (1961) "Coronado"
- Convair CV-600 (1965)
- Convair Kingfish

### Misiles y cohetes
- MX-774  (1948)
- RIM-2 Terrier  (1951)
- XGAM-71 Buck Duck  (1955)
- Pye Wacket (1957)
- Convair X-11  (1957)
- Convair X-12  (1958)
- SM-65 Atlas  Atlas ICBM  (1957)
- FIM-43 Redeye  (1960)
- Cohete Atlas   Impulsor Atlas
- Centaur
- Atlas-Centaur